# Erggertshofen
Erggertshofen ist ein Gemeindeteil des Marktes Breitenbrunn im Landkreis Neumarkt in der Oberpfalz in Bayern.

## Geographie
Das Kirchdorf liegt südöstlich des Gemeindesitzes im Oberpfälzer Jura auf 493 m ü. NHN auf der Jurahochfläche östlich des Tales der Breitenbrunner Laber. 
Der Ort liegt an der Staatsstraße 2394. Gemeindeverbindungsstraßen führen nach Eutenhofen und Siegertshofen.

## Geschichte
Ein 1144 erwähnter Herigeshofer wird als Ortsadeliger von Erggertshofen angesehen. Der Ort erscheint als Erkenshuoen im Gundekarianum unter den Kirchenweihen des Bischofs Otto im Zeitraum von 1182 bis 1195, wobei die Weihe wahrscheinlich vor Oktober 1188 erfolgte.
Im Königreich Bayern (ab 1806) bildete Erggertshofen eine Ruralgemeinde im oberpfälzischen Land-/Amtsgericht Hemau. Zu ihr gehörten das Dorf Siegertshofen, die Weiler Leiterzhofen, Wolfertshofen und Ödenhaid sowie die Einöde Höhenberg.
Im Gemeindesitz lebten
- 1836 68 Einwohner (13 Häuser),[3]
- 1861 85 Einwohner (45 Gebäude),[4]
- 1871 68 Einwohner (42 Gebäude) bei einem Großviehbestand von 12 Pferden und 47 Stück Rindvieh,[5]
- 1900 66 Einwohner in 14 Wohngebäuden,[6]
- 1925 93 Einwohner in 13 Wohngebäuden,[7]
- 1950 101 Einwohner in 14 Wohngebäuden.[8]

Mit der Gebietsreform in Bayern wurde die im Landkreis Parsberg gelegene Gemeinde Erggertshofen am 31. Dezember 1971 aufgelöst und die Gemeindeteile in den Markt Breitenbrunn und damit in den Landkreis Neumarkt eingegliedert. 1987 hatte der Gemeindeteil Erggertshofen bei 16 Wohngebäuden 69 Einwohner.

## Kirchliche Verhältnisse
Erggertshofen gehört als Filiale zur katholischen Pfarrei Eutenhofen im Bistum Eichstätt. In der außerhalb des Ortes stehenden Filialkirche St. Johannes der Täufer mit zwiebelbekröntem Turm hatte ab 1714 der Kooperator von Eutenhofen wöchentlich eine Messe zu lesen. 1761 wurde die Kirche neu gebaut und 1903 nach Westen verlängert. 1937 wohnten im Ort 77 Katholiken (und keine Nicht-Katholiken).
Die Filialkirche sowie das ehemalige Wohnstallhaus Eggertshofen Nr. 7 gelten als Baudenkmäler.